# Love Will Lead You Back
"Love Will Lead You Back" (O Amor Te Guiará de Volta) é uma canção interpretada pela cantora norte-americana Taylor Dayne. Foi lançado como segundo single do segundo álbum de Dayne, Can't Fight Fate (na sequência da mais ritmada "With Every Beat of My Heart"). A balada estreou no Hot 100 da Billboard em 27 de janeiro de 1990. Alcançou a primeira posição em 7 de abril do mesmo ano e passou quinze semanas entre as quarenta melhores, tornando-se a canção mais famosa da cantora. A balada romântica também alcançou o primeiro lugar na parada Adult Conteporary da Billboard e foi certificada como ouro, nos Estados Unidos, pela RIAA.
A canção foi regravada pela cantora brasileira Sandra de Sá, sob o título "Quem é Você?".